# رگینا قازاریان
رگینا تادئوسی قازاریان (ارمنی: Ռեգինա Թադևոսի Ղազարյան؛ ۱۷ آوریل ۱۹۱۵ – ۶ نوامبر ۱۹۹۹) نقاش و چهره اجتماعی اهل ارمنستان بود. وی همچنین به عنوان نیکوکار و دوست یقیشه چارنتس که دست‌نوشته‌های وی را در زمان رژیم استالین حفظ نمود شناخته می‌شود

## زندگی‌نامه
وی در ۱۷ آوریل ۱۹۱۵ در ایروان در یک خانواده ارمنی از اهالی وان از نجات یافتگان نسل‌کشی ارمنی‌ها بودند و از مادری از اشراف خوراسانیانس که اهل ایروان بود به دنیا آمد وی در سال ۱۹۳۰ یقیشه چارنتس را ملاقات نمود. در سال ۱۹۳۷چارنتس از سلول زندان به صورت مخفیانه به همسرش ایزابلا خبر رساند که برای نوشته‌هایش تنها به خانواده دوستش رجینا قازاریان اعتماد کند و وی نیز آنها از نابودی محافظت کرد. پس از مرگ چارنتس رجینا قازاریان بسیاری از دست‌نوشته‌ها را پنهان کرد.
به عنوان خلبان نظامی وی در جنگ جهانی دوم شرکت نمود. وی در سال ۱۹۵۱ انستیتو هنرهای زیبای ایروان را به پایان رسانید
در سال ۲۰۰۹ پلاک یادبودی بر روی ساختمانی در شماره ۳۳ خیابان باقرامیان ایروان که رجینا قازاریان در بین سال‌های ۱۹۶۱ تا ۱۹۹۹ زندگی می‌کرد نصب گردید. نقاشی‌های قازاریان در موزه‌های مختلف ارمنستان از جمله نگارخانه ملی ارمنستان به نمایش گذاشته شده است وی از اعضای اتحادیه نقاشان ارمنستان بود.
وی همچنین برنده جوایزی همچون نقاش شایسته ارمنستان شوروی شد. وی در ۶ نوامبر ۱۹۹۹ در سن ۸۴ سالگی در ایروان درگذشت.

## نگارخانه

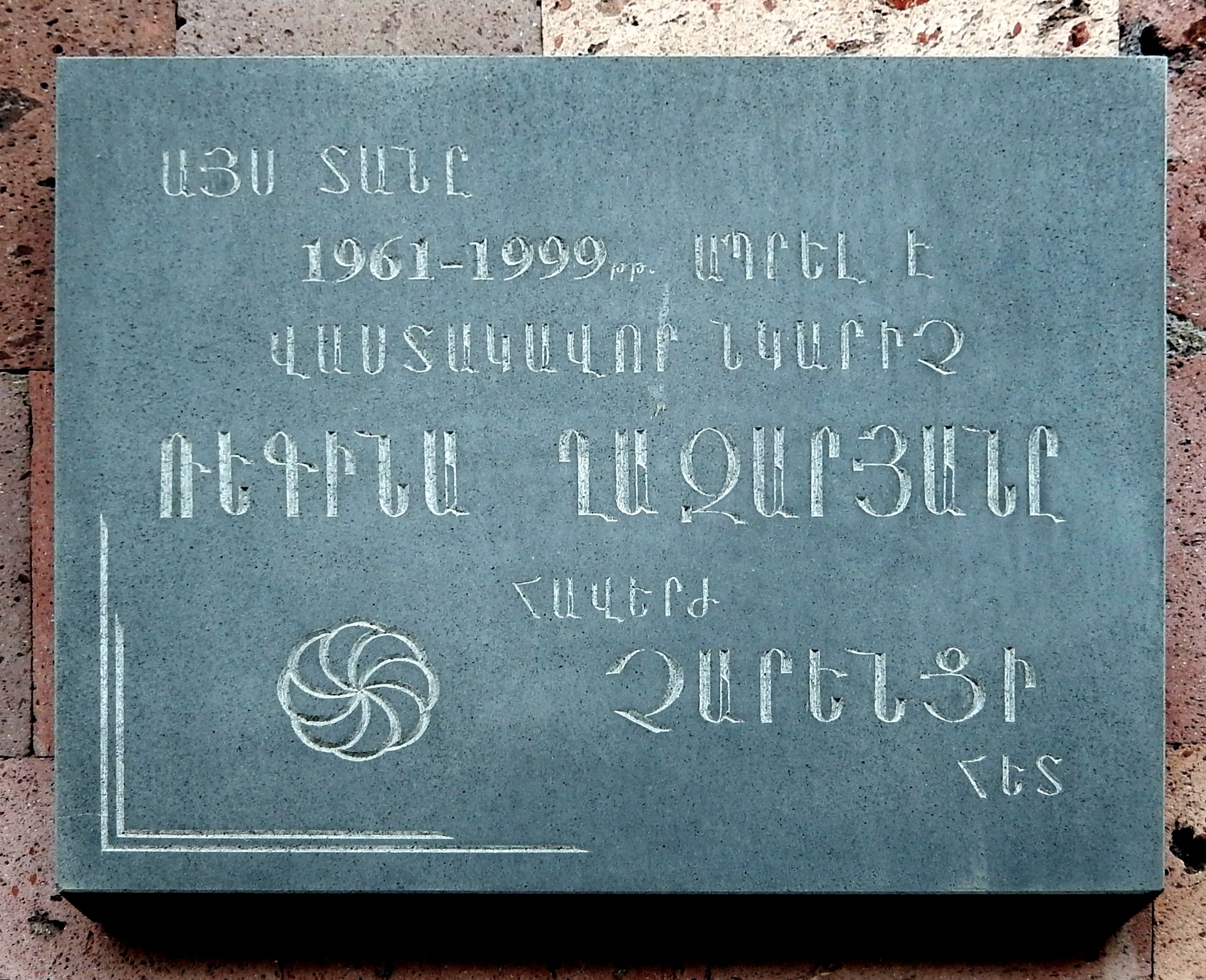